# Mycetophilini
Tribu
Les Mycetophilini sont une tribu d'insectes diptères de la famille des Mycetophilidae.

## Classification
La tribu des Mycetophilini a été créée en 1834 par l'entomologiste britannique Edward Newman (1801-1876),.

## Liste des genres
Il y a huit genres et environ 220 espèces référencés dans cette tribu,, :
- Dynatosoma Winnertz, 1863 i c g
- Epicypta Winnertz, 1863 i c g b
- Macrobrachius Dziedzicki, 1889 i c g
- Mycetophila Meigen, 1803 i g b
- Phronia Winnertz, 1863 i c g b
- Sceptonia Winnertz, 1863 i g b
- Trichonta Winnertz, 1863 i c g b
- Zygomyia Winnertz, 1863 i c g b

Data sources: i = ITIS, c = Catalogue of Life, g = GBIF, b = Bugguide.net,,,,,

## Galerie

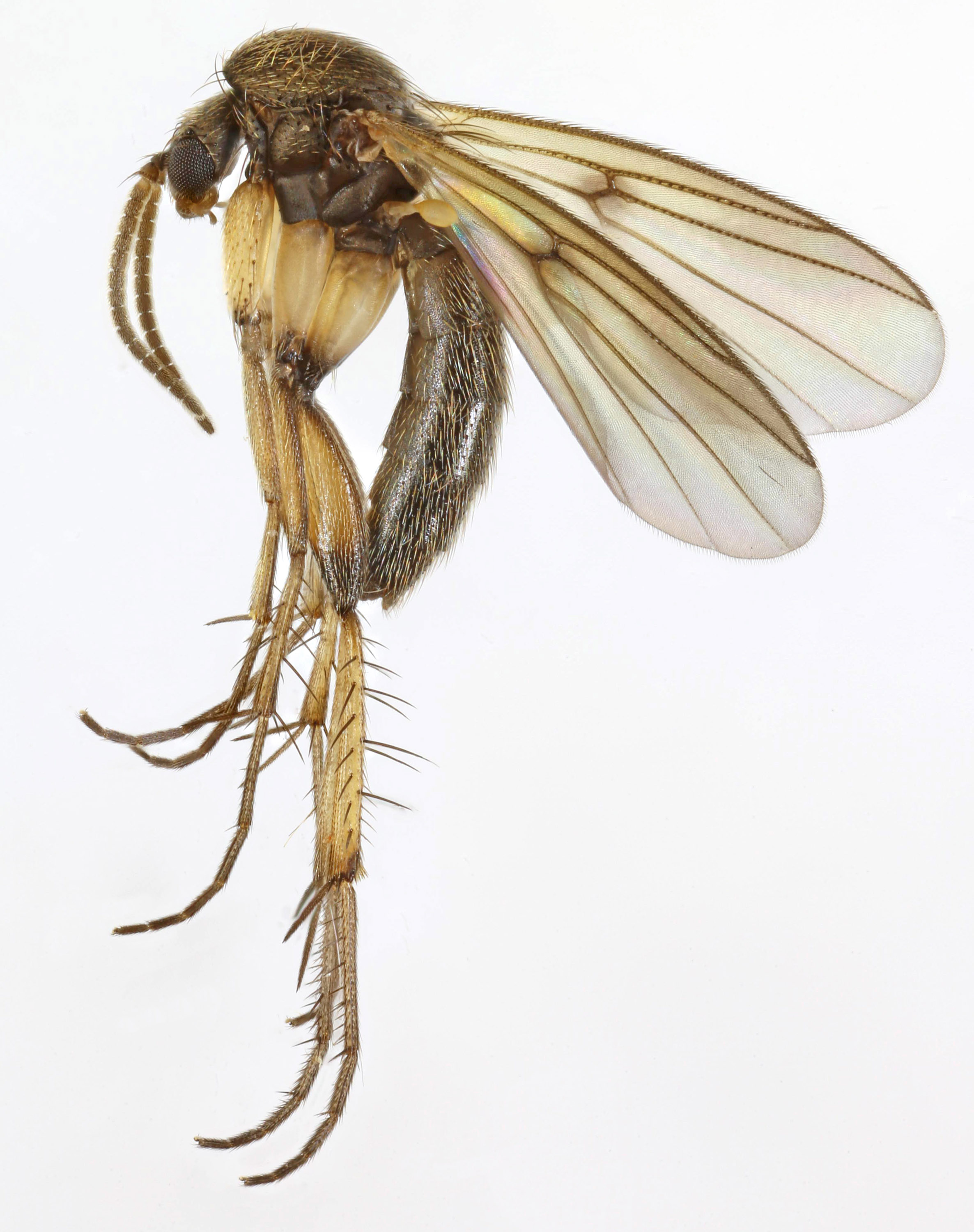
Zygomyia humeralis.
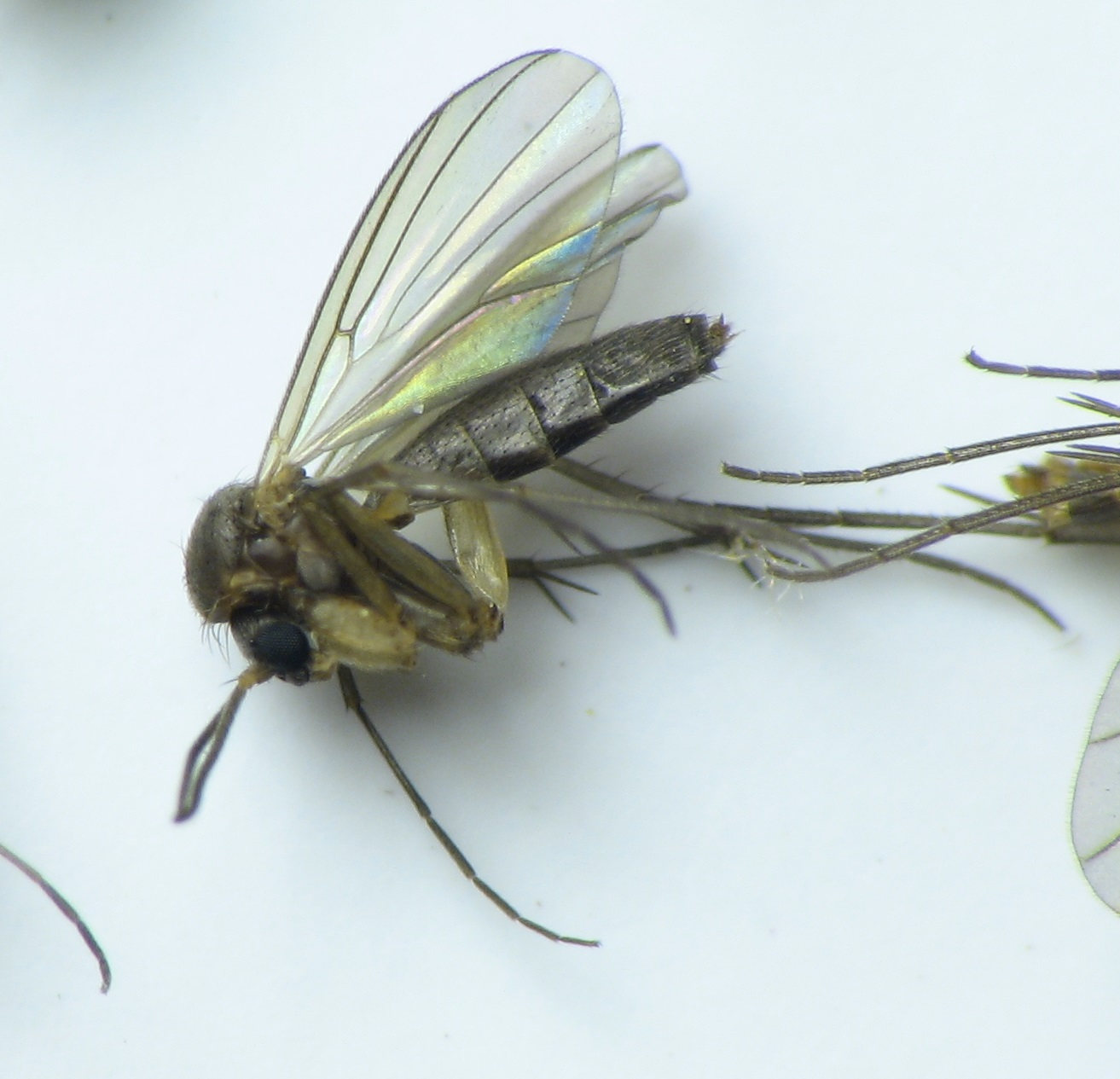
Phronia sp. femelle.

### Publication originale
[Edward Newman 1834] (en) Edward Newman, « Attempted division of British insect into natural orders », Entomological Magazine, Londres, vol. 2,‎ 1834, p. 379-431 (ISSN 1359-1916). 